# Melinaea mothone
Melinaea mothone är en fjärilsart som beskrevs av William Chapman Hewitson 1860. Melinaea mothone ingår i släktet Melinaea och familjen praktfjärilar. Inga underarter finns listade i Catalogue of Life.